# Wadi Hatta
El Wadi Hatta (en árabe: وادي حتّا‎, romanizado: Wādī Ḥattā)  es un valle o río seco con caudal efímero o intermitente, que fluye casi exclusivamente durante la temporada de lluvias, situado al norte de Omán, en la gobernación de Al Batinah Norte; y al este de los Emiratos Árabes Unidos, en el enclave emiratí de Hatta (Dubai).
Forma su propia cuenca hidrográfica, que abarca un área aproximada de 548 km², y limita al norte con la del Wadi Al Qor; al sur con la del Wadi Fayd; y al oeste con la cuenca hidrográfica de Mahadah (Wadi Andhayrah, Wadi Khuraymah, Wadi Mayhah y otros, que fluyen hacia la gran llanura aluvial de Madam Plain y el Wadi Yudayyah).
El wadi principal, que da nombre a toda la cuenca hidrográfica, es el Wadi Hatta, con numerosos afluentes y subafluentes que forman una importante red de drenaje compuesta por cientos de arroyos independientes, la mayoría sin nombre conocido.
Los principales afluentes son:
- En Omán: Wadi Umm Daqqayn,[7] Wadi al Qahfi,[8][9] Wadi Nasub,[10] Wadi Massayid,[11] Wadi Khabab,[12] Wadi Sufaydah [13] y Wadi Ashar.
- En EAU: Wadi Hadf,[8][14] Wadi Qimah [15] y Wadi Wahiyah.[16]

## Recorrido
La longitud total del Wadi Hatta es de 57 kilómetros, de los cuales 22 km discurren en territorio emiratí, y 35 km en territorio omaní. Su fuente de origen está situada en territorio de Omán, a una altitud aproximada de 1.192 m s. n. m., en la vertiente sur y a muy corta distancia de la cima del Jabal Hatta, también conocido como Um Alnosoor (1.280 m s. n. m.).
En su curso alto, durante los tres kilómetros iniciales, que discurren principalmente en territorio de Omán, el Wadi Hatta fluye de oeste a este con una considerable pendiente, con tramos de gradiente de un 28 %.
Ya en territorio emiratí, el wadi vira hacia el norte, y durante 12 kilómetros recorre la Reserva de Montaña de Hatta hasta la presa (Al Hatta Dam), con una pendiente mucho más moderada, de un 3 %.
En su curso medio, el wadi cruza el área urbana de la ciudad de Hatta (antigua Ḩajarayn), recibiendo por la derecha la confluencia del Wadi Qimah, y un kilómetro después, en la presa de Al Khattem (Al Khattem Dam), la de uno de sus más importante afluentes: el Wadi Hadf, que sigue hasta allí un largo recorrido de 27 kilómetros desde su nacimiento en la vertiente noroeste del Jabal Hatta, pasando entre otras por las poblaciones de Hadf y Sinadil, en Omán, y por el enclave de Masfut (en árabe: مصفوت‎, romanizado: Sha'biyyat Maşfūt), del emirato de Ajman.
A partir de Al Khattem Dam,  el Wadi Hatta prosigue su curso de oeste a este, recibiendo por la izquierda la confluencia del Wadi Wahiyah. 
También en su orilla izquierda, al otro lado de la autopista E44, en territorio del Emirato de Dubái, y a menos de 300 metros del cauce del wadi, perduran las huellas de grandes canteras, actualmente abandonadas, cuya actividad causó un gran impacto ambiental, con daños irreparables al medio natural, arrasando buena parte de la montaña y los cursos de varios pequeños wadis afluentes del Wadi Hatta.
Ya en territorio del Sultanato de Omán, el Wadi Hatta recibe por la derecha la confluencia de su principal afluente, el Wadi al Qahfi, de 37 kilómetros de longitud, muy popular por albergar a lo largo de su curso numerosos estanques naturales y pozas de agua dulce, accesibles en vehículo a través de una pista de tierra. Algunos visitantes y varios portales emiratíes de información turística confunden este wadi con el Wadi Hatta, y denominan indebidamente Hatta Pools a una de las zonas de estanques más frecuentada.  
En su curso bajo, el Wadi Hatta recibe por la derecha la confluencia de otro importante afluente, el Wadi Khabab, de 20 kilómetros de longitud, y de un afluente menor: el Wadi Sufaydah.

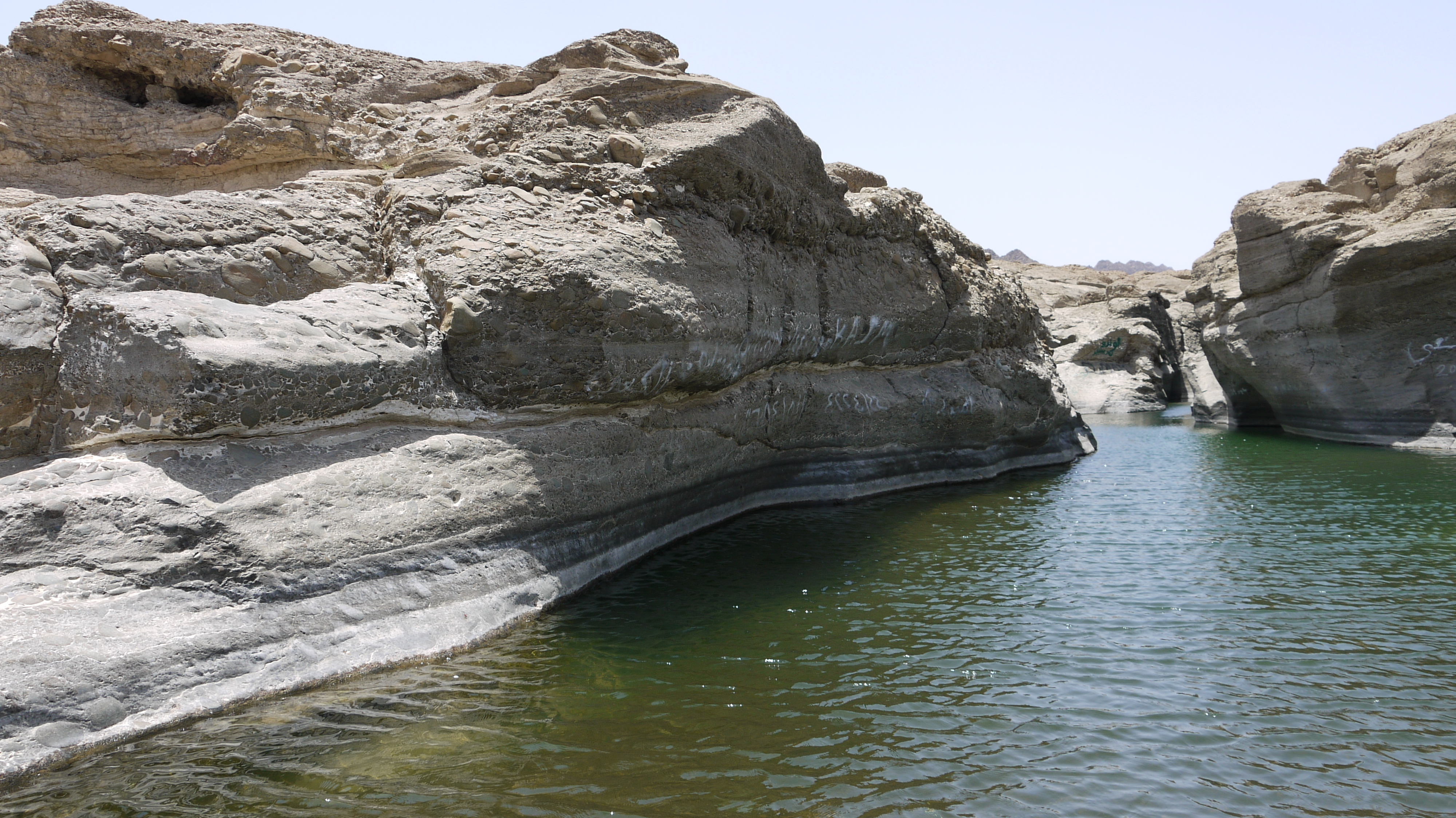
Estanques naturales y pozas en el curso del Wadi al Qahfi, afluente del Wadi Hatta, Omán

En el tramo final, a través del amplio abanico que forma su extensa llanura aluvial, y como suele ocurrir en otras de similar morfología, el Wadi Hatta se bifurca en múltiples canales trenzados, entrelazados e intercalados con pequeñas islas de sedimento grueso. Con el paso del tiempo la corriente del wadi también tiende a ser divagante, entre unas lluvias torrenciales y otras, alterando los cursos anteriores, que sin embargo mantienen su huella en la planicie.
Próximo al área de su desembocadura, el Wadi Hatta se bifurca en dos canales principales, alcanzando la costa del Golfo de Omán en la ciudad de Al Widayyat, wilaya de Shinas.

## Presas y embalses
Para suministrar agua a los habitantes de la zona, prevenir el peligro de inundaciones repentinas y aumentar el potencial de recarga de aguas subterráneas, se construyeron a partir de los años 1990 varias presas en la cuenca hidrográfica del Wadi Hatta (que incluye a todos sus afluentes), todas ellas en territorio de EAU, ninguna en Omán:
- En la subcuenca del Wadi Hadf, en territorio del Emirato de Ajman: Hadf Dam (coordenadas: 24°49′37″N, 56°4′30″E); Al Mestib Dam (coordenadas: 24°48′50″N, 56°5′16″E); Al Khileban Dam (coordenadas: 24°48′37″N, 56°5′34″E) y Muzaira'a Dam (coordenadas: 24°49′5″N, 56°2′53″E).[21][22] Poco después de la confluencia del Wadi al Amed / Wadi Amid [17][23] con el Wadi Hattawi (afluente del Wadi Hadf), se construyó también una presa denominada Al Ghabra Dam, en territorio del Emirato de Dubái (coordenadas: 24°47′44″N, 56°6′36″E).

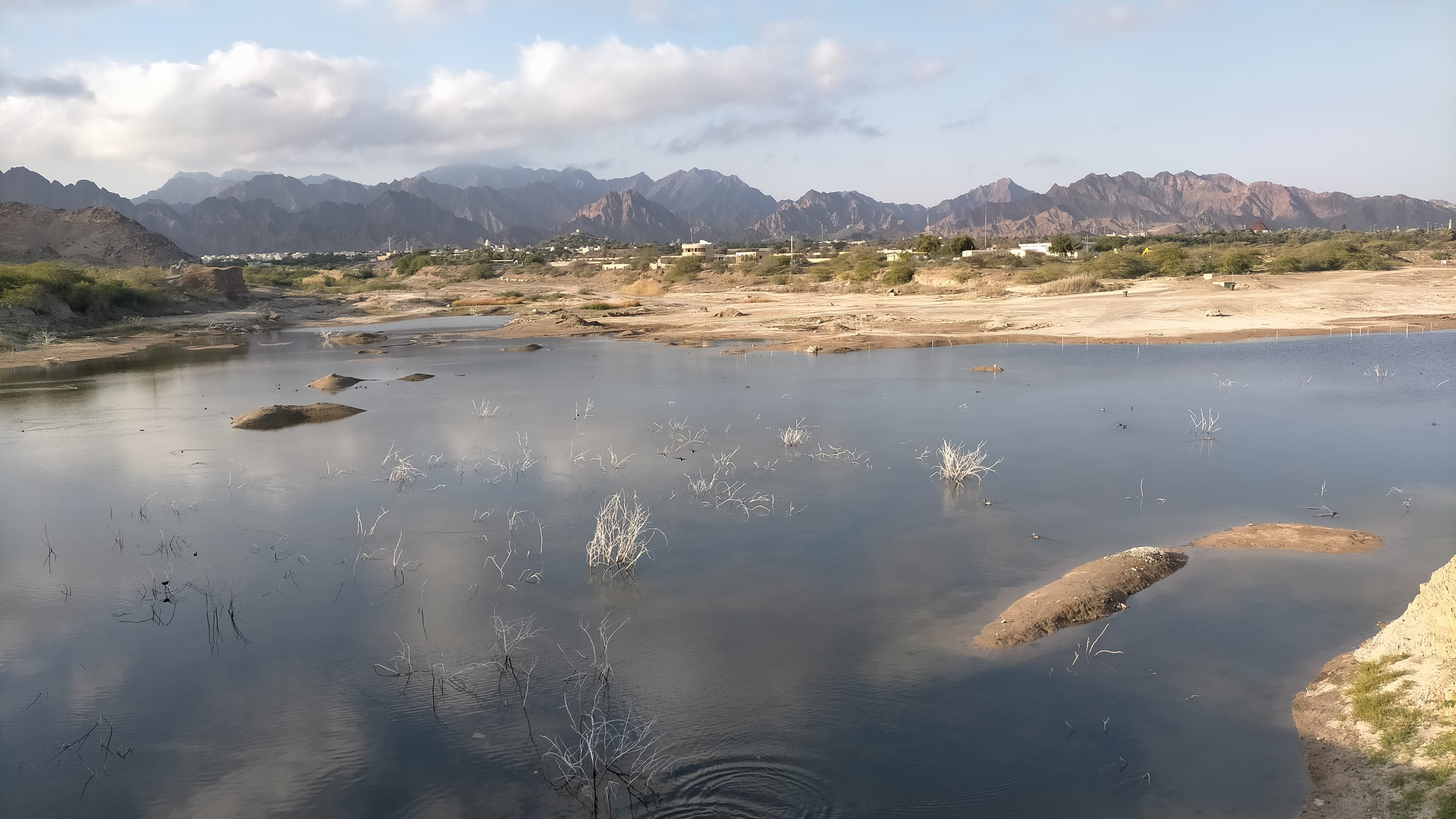
Al Khattem Dam. Confluencia del Wadi Hatta y uno de sus principales afluentes, el Wadi Hadf

- En el propio Wadi Hatta existen también varias presas: Hatta Dam (coordenadas: 24°47′1″N, 56°6′53″E), Al Khattem Dam (coordenadas: 24°48′46″N, 56°8′33″E) y Suhaila Dam (coordenadas: 24°48'39"N 56°10'52"E), cuyas características y referencias de construcción no figuran en el inventario de presas de la FAO, ni en el del Ministry of Energy and Infrastructure de Emiratos Árabes Unidos.[21][22] También existen varios diques menores, destinados a captar los desbordes de las presas principales.

De todo este conjunto de presas, la más conocida, por su tamaño y gran embalse, con una superficie de 30 hectáreas y agua permanente, es Hatta Dam, construida a finales de la década de 1990. Tiene una altura de 32 metros y una longitud de coronación de 220 metros, aproximadamente. El núcleo de la presa es de hormigón asfáltico con un terraplén de relleno de grava.
Está en fase de construcción una nueva presa y central hidroeléctrica de almacenamiento por bombeo situada cerca del embalse existente.

## Arqueología

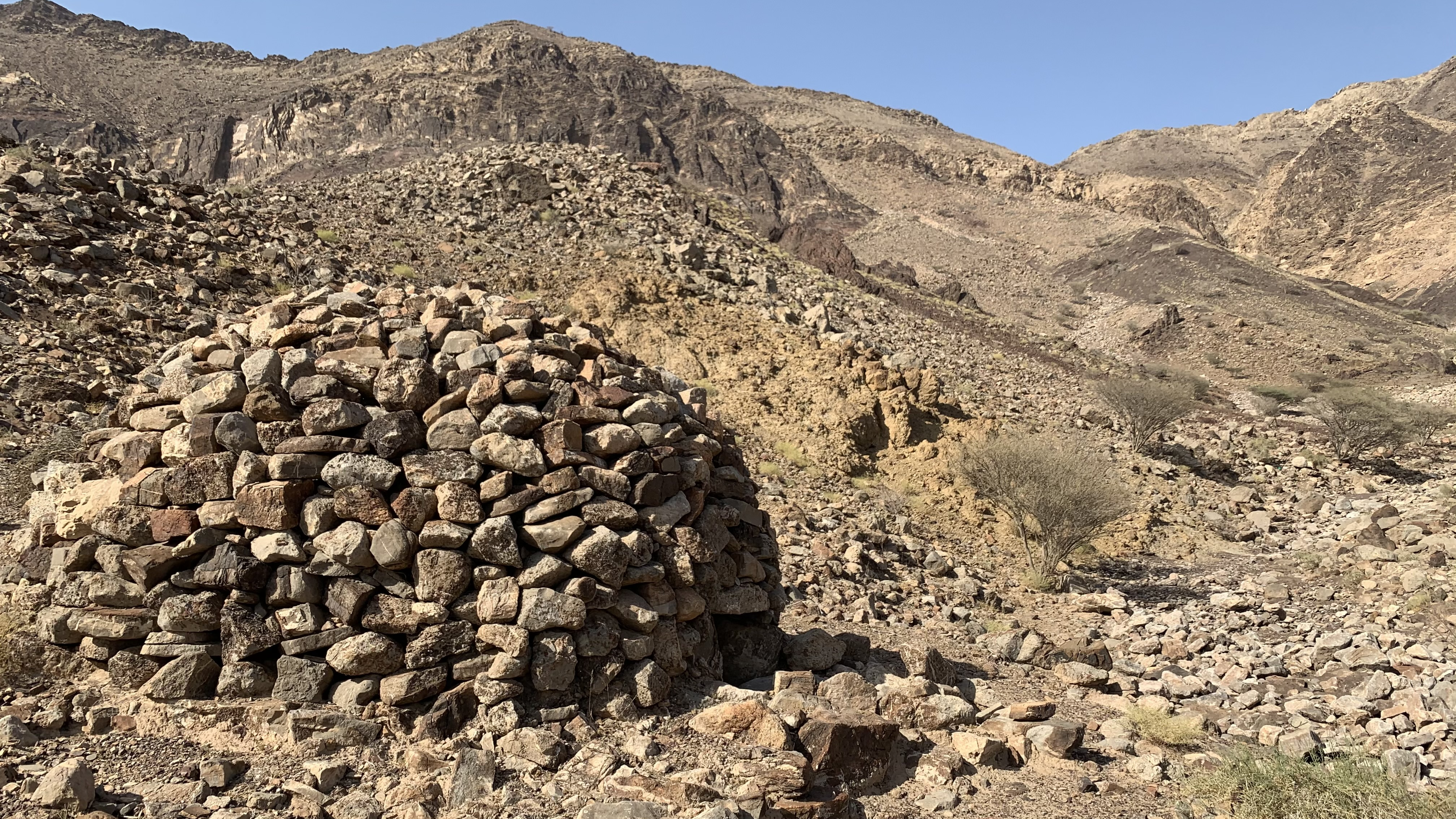
Enterramientos del período 2500-2000 a. C. en la zona de Jabal al Yamh

A corta distancia del cauce del Wadi Hatta, en la zona denominada Jabal al Yamh, en territorio de Dubái, el sitio arqueológico de Hatta contiene más de 50 enterramientos que datan de la segunda mitad del tercer milenio a. C. (2500-2000 a. C.) de acuerdo con el tipo de construcción tradicional de los cementerios de Umm Al Nar. Los petroglifos descubiertos allí se encuentran entre los más diversos de los Emiratos Árabes Unidos.

## La zona de reserva montañosa protegida y el sitio Ramsar
En 2014 la Municipalidad de Dubái estableció formalmente ocho áreas protegidas en el conjunto del Emirato, con el fin de proteger, restaurar y promover los ecosistemas y la biodiversidad, mediante una serie de iniciativas de investigación científica, seguimiento, educación y recreación sostenible.
Entre las áreas protegidas se encuentra la Reserva de Montaña de Hatta, situada íntegramente al sur del enclave de Hatta, en la vertiente NNE del Um Alnosoor / Jabal Hatta (1.280 m s. n. m.), coincidiendo con una gran parte del curso alto del Wadi Hatta, en una zona muy escarpada y de difícil acceso. El área protegida tenía inicialmente una superficie de 27 kilómetros cuadrados, pero en 2017, al modificarse los límites administrativos entre los emiratos de Dubái y Ajman, la superficie protegida se redujo a 22 kilómetros cuadrados.
En enero de 2019 la misma zona fue declarada sitio Ramsar de los Emiratos Árabes Unidos.

## Toponimia
Nombres alternativos: Wādī Ḥattā, Wādī Ḩattá, Wādī Ḩattā.
El nombre del Wadi Hatta (con la grafía Wādī Ḩattá), sus afluentes, montañas y poblaciones cercanas, quedaron registrados en la documentación y mapas elaborados entre 1950 y 1960 por el arabista, cartógrafo, militar y diplomático británico Julian F. Walker, durante los trabajos efectuados para el establecimiento de fronteras entre los entonces denominados Estados de la Tregua, completados posteriormente por el Ministerio de Defensa del Reino Unido, en mapas a escala 1:100.000 publicados en 1971.
En el Atlas Nacional de Emiratos Árabes Unidos consta con la grafía Wādī Ḥattā (en árabe: وادي حتّا‎).

## Población
El área del Wadi Hatta estuvo poblada principalmente por las tribus Washahat, Biduwat, y Bani Kaab.